# Trespoux-Rassiels
Trespoux-Rassiels [tʁɛspus ʁasjɛl] est une commune française, située dans le sud-ouest du département du Lot en région Occitanie. La commune était nommée Rassiels-Trespoux après la révolution et par la suite Trespoux-Rassiels.
Elle est également dans le Quercy Blanc, une région naturelle correspondant à la partie méridionale du Quercy, devant son nom à ses calcaires lacustres du Tertiaire.
Exposée à un climat océanique altéré, elle est drainée par divers petits cours d'eau. La commune possède un patrimoine naturel remarquable composé de trois zones naturelles d'intérêt écologique, faunistique et floristique.
Trespoux-Rassiels est une commune rurale qui compte 828 habitants en 2022, après avoir connu une forte hausse de la population depuis 1968.  Elle fait partie de l'aire d'attraction de Cahors. Ses habitants sont appelés les Trespouziens ou Trespouziennes.

## Géographie

### Communes limitrophes
Les communes limitrophes sont Cahors, Cambayrac, Labastide-Marnhac, Pradines, Saint-Vincent-Rive-d'Olt et Villesèque.
| Saint-Vincent-Rive-d'Olt | Pradines          |                   |
| Cambayrac                | Trespoux-Rassiels | Cahors            |
| Villesèque               |                   | Labastide-Marnhac |

### Climat
Pour des articles plus généraux, voir Climat de l'Occitanie et Climat du Lot.
En 2010, le climat de la commune est de type climat océanique altéré, selon une étude s'appuyant sur une série de données couvrant la période 1971-2000. En 2020, Météo-France publie une typologie des climats de la France métropolitaine dans laquelle la commune est toujours exposée à un climat océanique altéré et est dans la région climatique Aquitaine, Gascogne, caractérisée par une pluviométrie abondante au printemps, modérée en automne, un faible ensoleillement au printemps, un été chaud (19,5 °C), des vents faibles, des brouillards fréquents en automne et en hiver et des orages fréquents en été (15 à 20 jours).
Pour la période 1971-2000, la température annuelle moyenne est de 12,2 °C, avec une amplitude thermique annuelle de 15,6 °C. Le cumul annuel moyen de précipitations est de 883 mm, avec 10,2 jours de précipitations en janvier et 6,5 jours en juillet. Pour la période 1991-2020, la température moyenne annuelle observée sur la station météorologique la plus proche, située sur la commune du Montat à 7 km à vol d'oiseau, est de 13,3 °C et le cumul annuel moyen de précipitations est de 824,6 mm,. Pour l'avenir, les paramètres climatiques de la commune estimés pour 2050 selon différents scénarios d’émission de gaz à effet de serre sont consultables sur un site dédié publié par Météo-France en novembre 2022.

### Milieux naturels et biodiversité

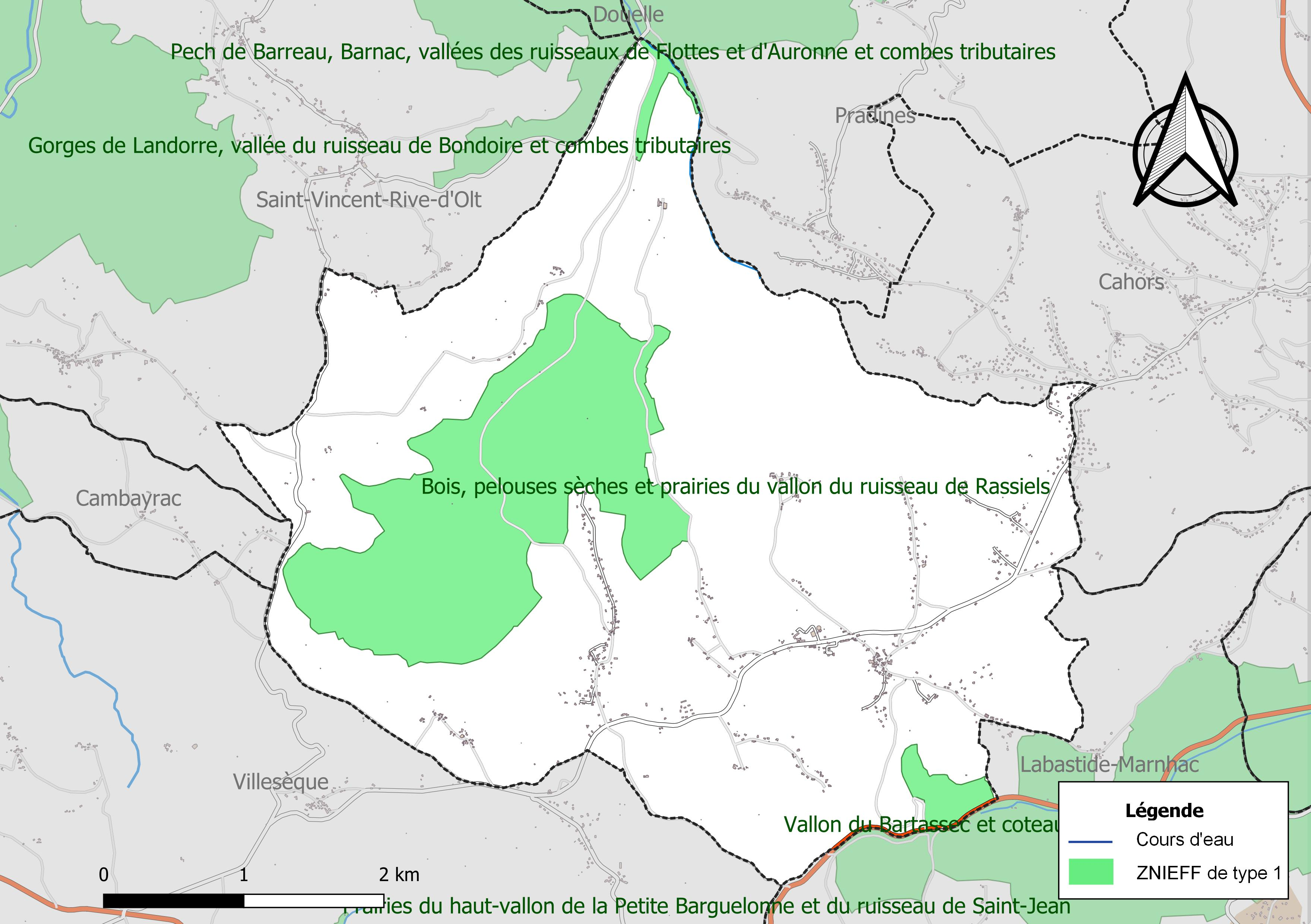
Carte des ZNIEFF de type 1 localisées sur la commune.

L’inventaire des zones naturelles d'intérêt écologique, faunistique et floristique (ZNIEFF) a pour objectif de réaliser une couverture des zones les plus intéressantes sur le plan écologique, essentiellement dans la perspective d’améliorer la connaissance du patrimoine naturel national et de fournir aux différents décideurs un outil d’aide à la prise en compte de l’environnement dans l’aménagement du territoire.
Trois ZNIEFF de type 1 sont recensées sur la commune :
- les « bois, pelouses sèches et prairies du vallon du ruisseau de Rassiels » (367 ha)[9] ;
- le « pech de Barreau, Barnac, vallées des ruisseaux de Flottes et d'Auronne et combes tributaires » (570 ha), couvrant 4 communes du département[10],
- le « vallon du Bartassec et coteaux attenants » (435 ha), couvrant 3 communes du département[11] ;

## Urbanisme

### Typologie
Au 1er janvier 2024, Trespoux-Rassiels est catégorisée commune rurale à habitat dispersé, selon la nouvelle grille communale de densité à sept niveaux définie par l'Insee en 2022.
Elle est située hors unité urbaine. Par ailleurs la commune fait partie de l'aire d'attraction de Cahors, dont elle est une commune de la couronne,. Cette aire, qui regroupe 78 communes, est catégorisée dans les aires de 50 000 à moins de 200 000 habitants,.

### Occupation des sols
L'occupation des sols de la commune, telle qu'elle ressort de la base de données européenne d’occupation biophysique des sols Corine Land Cover (CLC), est marquée par l'importance des forêts et milieux semi-naturels (72,3 % en 2018), en diminution par rapport à 1990 (77,1 %). La répartition détaillée en 2018 est la suivante : 
forêts (50 %), milieux à végétation arbustive et/ou herbacée (22,3 %), zones agricoles hétérogènes (21,8 %), zones urbanisées (2,7 %), cultures permanentes (2,4 %), prairies (0,8 %). L'évolution de l’occupation des sols de la commune et de ses infrastructures peut être observée sur les différentes représentations cartographiques du territoire : la carte de Cassini (XVIIIe siècle), la carte d'état-major (1820-1866) et les cartes ou photos aériennes de l'IGN pour la période actuelle (1950 à aujourd'hui).

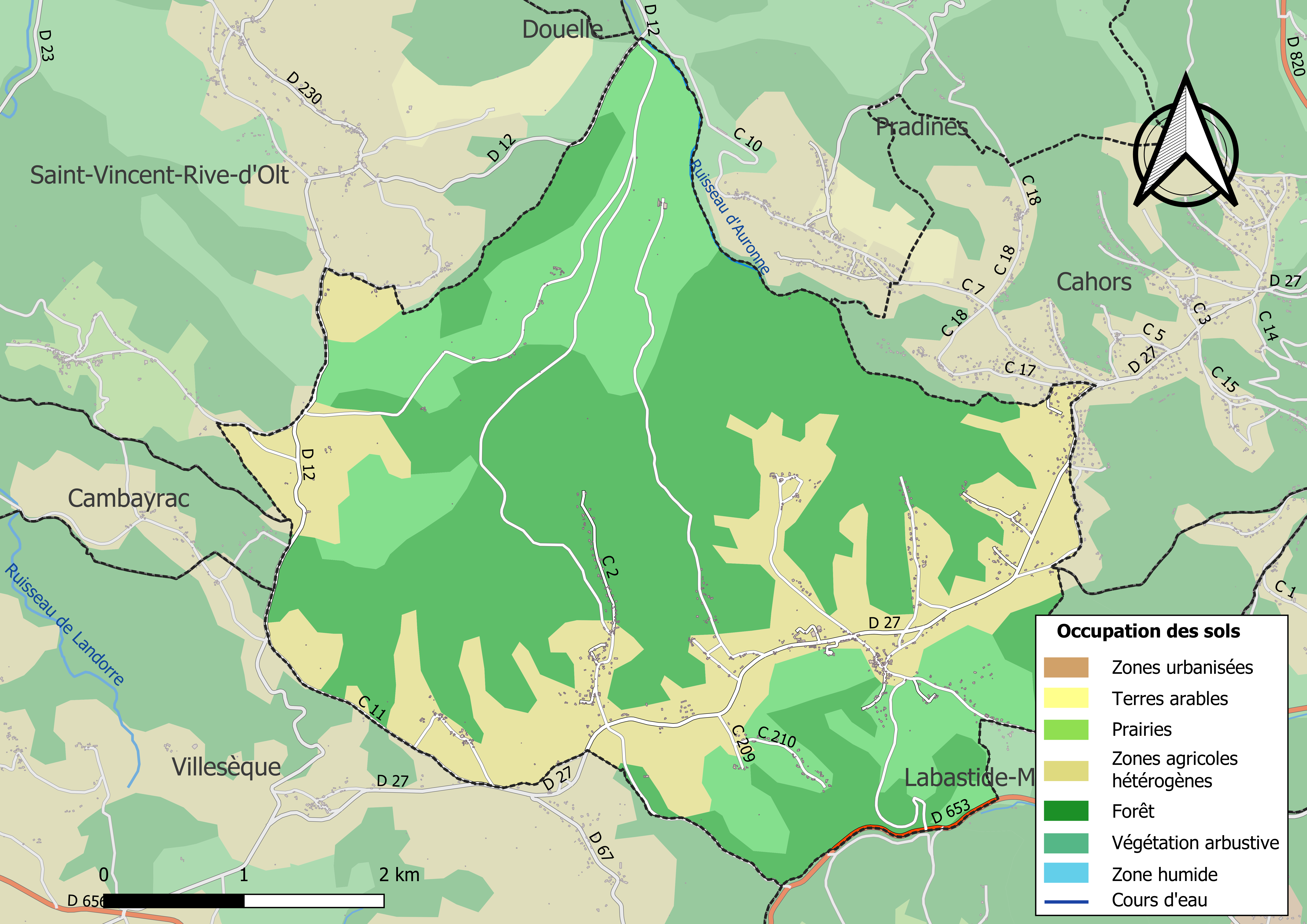
Carte des infrastructures et de l'occupation des sols de la commune en 2018 (CLC).

### Risques majeurs
Le territoire de la commune de Trespoux-Rassiels est vulnérable à différents aléas naturels : météorologiques (tempête, orage, neige, grand froid, canicule ou sécheresse), inondations, feux de forêts, mouvements de terrains et séisme (sismicité très faible). Un site publié par le BRGM permet d'évaluer simplement et rapidement les risques d'un bien localisé soit par son adresse soit par le numéro de sa parcelle.
Certaines parties du territoire communal sont susceptibles d’être affectées par le risque d’inondation par débordement de cours d'eau, notamment La cartographie des zones inondables en ex-Midi-Pyrénées réalisée dans le cadre du XIe Contrat de plan État-région, visant à informer les citoyens et les décideurs sur le risque d’inondation, est accessible sur le site de la DREAL Occitanie. La commune a été reconnue en état de catastrophe naturelle au titre des dommages causés par les inondations et coulées de boue survenues en 1982, 1989 et 1999,.
Trespoux-Rassiels est exposée au risque de feu de forêt du fait de la présence sur son territoire du massif de la Moyenne vallée du Lot. Un plan départemental de protection des forêts contre les incendies a été approuvé par arrêté préfectoral le 30 novembre 2015 pour la période 2015-2025. Les propriétaires doivent ainsi couper les broussailles, les arbustes et les branches basses sur une profondeur de 50 mètres, aux abords des constructions, chantiers, travaux et installations de toute nature, situées à moins de 200 mètres de terrains en nature
de bois, forêts, plantations, reboisements, landes ou friches. Le brûlage des déchets issus de l’entretien des parcs et jardins des ménages et des collectivités est interdit. L’écobuage est également interdit, ainsi que les feux de type méchouis et barbecues, à l’exception de ceux prévus dans des installations fixes (non situées sous couvert d'arbres) constituant une dépendance d'habitation.

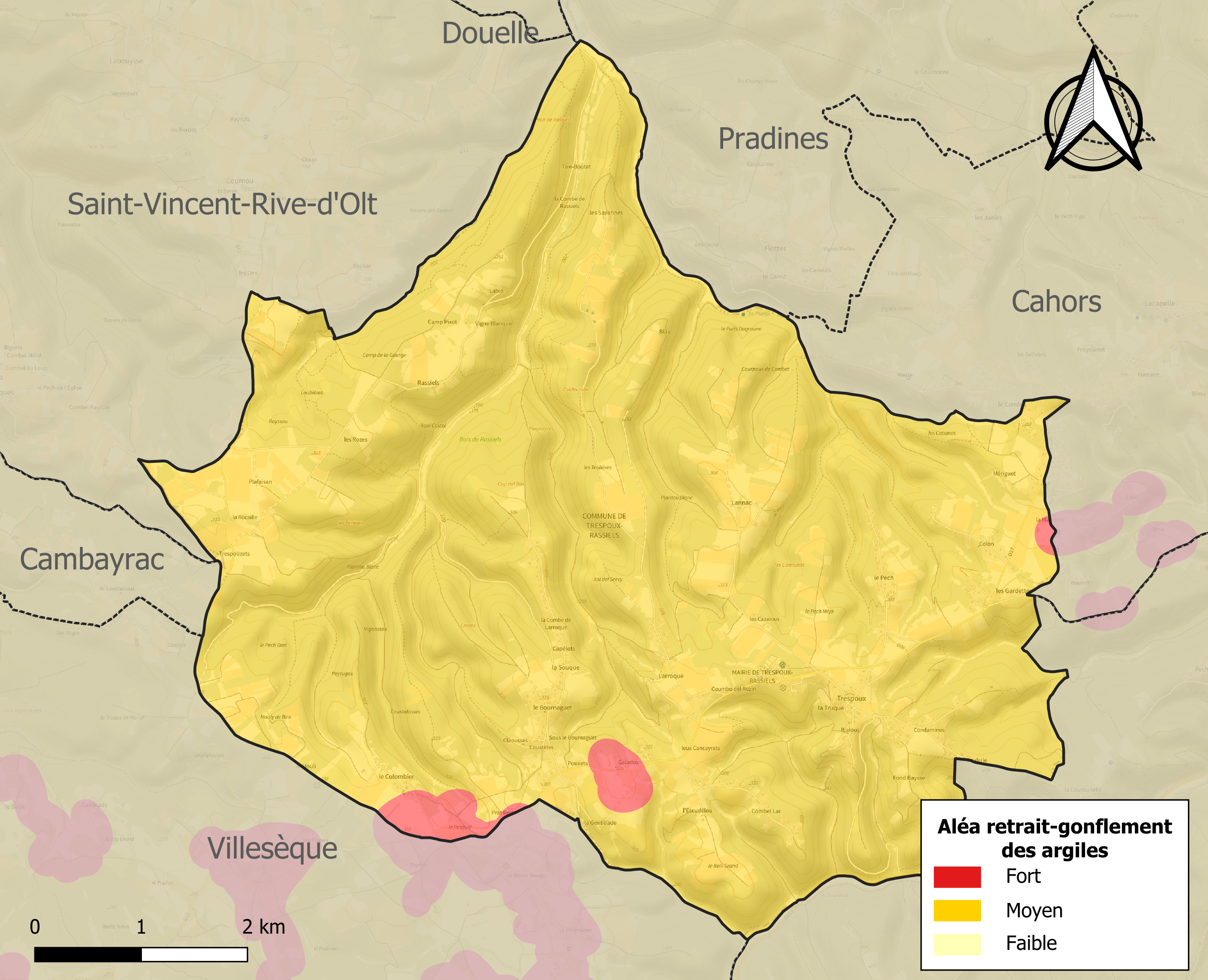
Carte des zones d'aléa retrait-gonflement des sols argileux de Trespoux-Rassiels.

Les mouvements de terrains susceptibles de se produire sur la commune sont des affaissements et effondrements liés aux cavités souterraines (hors mines), des éboulements, chutes de pierres et de blocs et des tassements différentiels. Par ailleurs, afin de mieux appréhender le risque d’affaissement de terrain, l'inventaire national des cavités souterraines permet de localiser celles situées sur la commune.
Le retrait-gonflement des sols argileux est susceptible d'engendrer des dommages importants aux bâtiments en cas d’alternance de périodes de sécheresse et de pluie. La totalité de la commune est en aléa moyen ou fort (67,7 % au niveau départemental et 48,5 % au niveau national). Sur les 374 bâtiments dénombrés sur la commune en 2019, 374 sont en aléa moyen ou fort, soit 100 %, à comparer aux 72 % au niveau départemental et 54 % au niveau national. Une cartographie de l'exposition du territoire national au retrait gonflement des sols argileux est disponible sur le site du BRGM,.
Par ailleurs, afin de mieux appréhender le risque d’affaissement de terrain, l'inventaire national des cavités souterraines permet de localiser celles situées sur la commune.
Concernant les mouvements de terrains, la commune a été reconnue en état de catastrophe naturelle au titre des dommages causés par des mouvements de terrain en 1999.

## Toponymie
Le toponyme Trespoux-Rassiels, en occitan Trespotz, est composé de Trespoux basé sur l'occitan tres potz qui désigne trois puits et de Rassiels nom de famille d'origine germanique à partir de rasso issu de rad qui veut dire conseil.

## Histoire
L'origine du nom de Trespoux-Rassiels est liée à la géographie des lieux : les causses du Lot, plateau calcaire privé d'eau une bonne partie de l'année. Dans les temps anciens où les hommes s'installèrent en ces lieux, ils creusèrent des puits, réservoirs destinés à retenir les minces filets d'eau.

Trois de ces réservoirs furent creusés dans la commune de Trespoux-Rassiels. Le premier au lieu de Trespoux, à une époque où le village n'existait pas, un second au lieu-dit les Escures, le troisième au lieu-dit Combe de Larroque, disposés en trépied distant entre eux de 2 000 mètres, et destinés à alimenter tous les habitants.

Ces réservoirs portaient probablement le nom patois de « poux » (puits), d'où le nom de Trespoux : « as tres poux » aux trois puits.
La commune s'appela d'abord Rassiels-Trespoux puis les deux toponymes furent inversés.
Trespoux-Rassiels, occupée depuis l'époque romaine (on y trouve une nécropole de basse époque) est composée des villages de Trespoux, Rassiels, le Bournaguet, le Colombier, et Lannac.
En 1255, une famille noble mais désargentée, nommée Rassiels, échangea ses biens sur le territoire de l'actuelle commune contre les terres de Séniergues. Le nouveau propriétaire était un citoyen de Cahors qui se nommait Guillaume du Lard. Ce dernier dut aussi verser 6000 sols cahorsins aux Rassiels qui allèrent s'établir et donner leur nom au lieu-dit Rassiols de Séniergues. Le blason des Rassiels était d'or à trois bandes de gueules.

## Politique et administration
| Période                                  | Période | Identité            | Étiquette | Qualité |
| ---------------------------------------- | ------- | ------------------- | --------- | ------- |
| mars 2001                                |         | Christiane Soubirou |           |         |
| Les données manquantes sont à compléter. |         |                     |           |         |

## Démographie
L'évolution du nombre d'habitants est connue à travers les recensements de la population effectués dans la commune depuis 1793. Pour les communes de moins de 10 000 habitants, une enquête de recensement portant sur toute la population est réalisée tous les cinq ans, les populations de référence des années intermédiaires étant quant à elles estimées par interpolation ou extrapolation. Pour la commune, le premier recensement exhaustif entrant dans le cadre du nouveau dispositif a été réalisé en 2008.

En 2022, la commune comptait 828 habitants, en évolution de +2,22 % par rapport à 2016 (Lot : +1,31 %, France hors Mayotte : +2,11 %).
| 1793 | 1800 | 1806 | 1821 | 1831 | 1836 | 1841 | 1846 | 1851 |
| ---- | ---- | ---- | ---- | ---- | ---- | ---- | ---- | ---- |
| 242  | 640  | 641  | 489  | 651  | 713  | 786  | 800  | 768  |

| 1856 | 1861 | 1866 | 1872 | 1876 | 1881 | 1886 | 1891 | 1896 |
| ---- | ---- | ---- | ---- | ---- | ---- | ---- | ---- | ---- |
| 776  | 729  | 738  | 727  | 675  | 665  | 559  | 529  | 512  |

| 1901 | 1906 | 1911 | 1921 | 1926 | 1931 | 1936 | 1946 | 1954 |
| ---- | ---- | ---- | ---- | ---- | ---- | ---- | ---- | ---- |
| 508  | 454  | 382  | 278  | 309  | 255  | 252  | 211  | 187  |

| 1962 | 1968 | 1975 | 1982 | 1990 | 1999 | 2006 | 2008 | 2013 |
| ---- | ---- | ---- | ---- | ---- | ---- | ---- | ---- | ---- |
| 166  | 135  | 216  | 419  | 574  | 666  | 725  | 742  | 803  |

| 2018 | 2022 | - | - | - | - | - | - | - |
| ---- | ---- | - | - | - | - | - | - | - |
| 813  | 828  | - | - | - | - | - | - | - |

## Économie

### Revenus
En 2018, la commune compte 334 ménages fiscaux, regroupant 795 personnes. La médiane du revenu disponible par unité de consommation est de 22 070 € (20 740 € dans le département).

### Emploi
|                | 2008  | 2013  | 2018  |
| -------------- | ----- | ----- | ----- |
| Commune        | 4,1 % | 9 %   | 6,9 % |
| Département    | 7,3 % | 8,9 % | 9,6 % |
| France entière | 8,3 % | 10 %  | 10 %  |

En 2018, la population âgée de 15 à 64 ans s'élève à 507 personnes, parmi lesquelles on compte 78,7 % d'actifs (71,8 % ayant un emploi et 6,9 % de chômeurs) et 21,3 % d'inactifs,. Depuis 2008, le taux de chômage communal (au sens du recensement) des 15-64 ans est inférieur à celui de la France et du département.
La commune fait partie de la couronne de l'aire d'attraction de Cahors, du fait qu'au moins 15 % des actifs travaillent dans le pôle,. Elle compte 82 emplois en 2018, contre 86 en 2013 et 102 en 2008. Le nombre d'actifs ayant un emploi résidant dans la commune est de 372, soit un indicateur de concentration d'emploi de 21,9 % et un taux d'activité parmi les 15 ans ou plus de 61,9 %.
Sur ces 372 actifs de 15 ans ou plus ayant un emploi, 60 travaillent dans la commune, soit 16 % des habitants. Pour se rendre au travail, 94,6 % des habitants utilisent un véhicule personnel ou de fonction à quatre roues, 0,8 % les transports en commun, 1,9 % s'y rendent en deux-roues, à vélo ou à pied et 2,7 % n'ont pas besoin de transport (travail au domicile).

### Activités hors agriculture

#### Secteurs d'activités
48 établissements sont implantés  à Trespoux-Rassiels au 31 décembre 2019. Le tableau ci-dessous en détaille le nombre par secteur d'activité et compare les ratios avec ceux du département,.
| Secteur d'activité                                                                                        | Commune | Commune | Département |
| Secteur d'activité                                                                                        | Nombre  | %       | %           |
| --- | ------- | ------- | ----------- |
| Ensemble                                                                                                  | 48      |         |             |
| Industrie manufacturière, industries extractives et autres                                                | 2       | 4,2 %   | (14 %)      |
| Construction                                                                                              | 18      | 37,5 %  | (13,9 %)    |
| Commerce de gros et de détail, transports, hébergement et restauration                                    | 8       | 16,7 %  | (29,9 %)    |
| Information et communication                                                                              | 1       | 2,1 %   | (1,8 %)     |
| Activités immobilières                                                                                    | 1       | 2,1 %   | (3,5 %)     |
| Activités spécialisées, scientifiques et techniques et activités de services administratifs et de soutien | 5       | 10,4 %  | (13,5 %)    |
| Administration publique, enseignement, santé humaine et action sociale                                    | 10      | 20,8 %  | (12 %)      |
| Autres activités de services                                                                              | 3       | 6,3 %   | (8,7 %)     |

Le secteur de la construction est prépondérant sur la commune puisqu'il représente 37,5 % du nombre total d'établissements de la commune (18 sur les 48 entreprises implantées à Trespoux-Rassiels), contre 13,9 % au niveau départemental.

#### Entreprises et commerces
Les deux entreprises ayant leur siège social sur le territoire communal qui génèrent le plus de chiffre d'affaires en 2020 sont : 
- Oasis De Lumiere, autres commerces de détail en magasin non spécialisé (12 k€)
- Compagnie Fiduciaire De Cahors, conseil pour les affaires et autres conseils de gestion (3 k€)

### Agriculture
La commune est dans les Causses », une petite région agricole occupant une grande partie centrale du département du Lot. En 2020, l'orientation technico-économique de l'agriculture  sur la commune est la viticulture.
|               | 1988 | 2000 | 2010 | 2020 |
| ------------- | ---- | ---- | ---- | ---- |
| Exploitations | 24   | 21   | 13   | 10   |
| SAU (ha)      | 276  | 321  | 205  | 754  |

Le nombre d'exploitations agricoles en activité et ayant leur siège dans la commune est passé de 24 lors du recensement agricole de 1988  à 21 en 2000 puis à 13 en 2010 et enfin à 10 en 2020, soit une baisse de 58 % en 32 ans. Le même mouvement est observé à l'échelle du département qui a perdu pendant cette période 60 % de ses exploitations,. La surface agricole utilisée sur la commune a quant à elle augmenté, passant de 276 ha en 1988 à 754 ha en 2020. Parallèlement la surface agricole utilisée moyenne par exploitation a augmenté, passant de 12 à 75 ha.

## Culture locale et patrimoine

### Lieux et monuments
- L'église Notre-Dame-de-la-Nativité de Trespoux, d'origine romane, fut remaniée au XIXe siècle.
- L'église de Rassiels fut démolie en 1855.
- Le château médiéval de Rassiels qui s’effondra en 1912.
- L'église Saint-Sixte de Bournaguet date également du XIXe siècle. On y trouve du bois doré du XVIIIe siècle.

### Personnalités liées à la commune
- Abbé Sylvain Toulze (1911, 1993), ancien curé de Trespoux-Rassiels, écrivain et poète occitan, éminent félibre du Quercy au XXe siècle.

#### Site de l'Insee
1. ↑  « La grille communale de densité », sur le site de l'Insee, 28 mai 2024 (consulté le 28 juin 2024).
2. 1 2  Insee, « Métadonnées de la commune de Trespoux-Rassiels ».
3. ↑  « Liste des communes composant l'aire d'attraction de Cahors », sur le site de l'Insee (consulté le 28 juin 2024).
4. ↑  Marie-Pierre de Bellefon, Pascal Eusebio, Jocelyn Forest, Olivier Pégaz-Blanc et Raymond Warnod (Insee), « En France, neuf personnes sur dix vivent dans l’aire d’attraction d’une ville », sur le site de l'Insee, 21 octobre 2020 (consulté le 28 juin 2024).
5. ↑  « REV T1 - Ménages fiscaux de l'année 2018 à Trespoux-Rassiels » (consulté le 5 février 2022).
6. ↑  « REV T1 - Ménages fiscaux de l'année 2018 dans le Lot » (consulté le 5 février 2022).
7. 1 2  « Emp T1 - Population de 15 à 64 ans par type d'activité en 2018 à Trespoux-Rassiels » (consulté le 5 février 2022).
8. ↑  « Emp T1 - Population de 15 à 64 ans par type d'activité en 2018 dans le Lot » (consulté le 5 février 2022).
9. ↑  « Emp T1 - Population de 15 à 64 ans par type d'activité en 2018 dans la France entière » (consulté le 5 février 2022).
10. ↑  « Base des aires d'attraction des villes 2020 », sur site de l'Insee (consulté le 10 avril 2021).
11. ↑  « Emp T5 - Emploi et activité en 2018 à Trespoux-Rassiels » (consulté le 5 février 2022).
12. ↑  « ACT T4 - Lieu de travail des actifs de 15 ans ou plus ayant un emploi qui résident dans la commune en 2018 » (consulté le 5 février 2022).
13. ↑  « ACT G2 - Part des moyens de transport utilisés pour se rendre au travail en 2018 » (consulté le 5 février 2022).
14. ↑  « DEN T5 - Nombre d'établissements par secteur d'activité au 31 décembre 2019 à Trespoux-Rassiels » (consulté le 15 février 2022).
15. ↑  « DEN T5 - Nombre d'établissements par secteur d'activité au 31 décembre 2019 dans le Lot » (consulté le 15 février 2022).

#### Autres sources
1. ↑  Carte IGN sous Géoportail
2. 1 2  Daniel Joly, Thierry Brossard, Hervé Cardot, Jean Cavailhes, Mohamed Hilal et Pierre Wavresky, « Les types de climats en France, une construction spatiale », Cybergéo, revue européenne de géographie - European Journal of Geography, no 501,‎ 18 juin 2010 (DOI 10.4000/cybergeo.23155, lire en ligne, consulté le 14 novembre 2023)
3. ↑  « Zonages climatiques en France métropolitaine. », sur pluiesextremes.meteo.fr (consulté le 14 novembre 2023).
4. ↑  « Orthodromie entre Trespoux-Rassiels et Le Montat », sur fr.distance.to (consulté le 14 novembre 2023).
5. ↑  « Station Météo-France « Le Montat » (commune du Le Montat) - fiche climatologique - période 1991-2020 », sur donneespubliques.meteofrance.fr (consulté le 14 novembre 2023).
6. ↑  « Station Météo-France « Le Montat » (commune du Le Montat) - fiche de métadonnées. », sur donneespubliques.meteofrance.fr (consulté le 14 novembre 2023).
7. ↑  « Climadiag Commune : diagnostiquez les enjeux climatiques de votre collectivité. », sur meteofrance.fr, novembre 2022 (consulté le 14 novembre 2023).
8. ↑  « Liste des ZNIEFF de la commune de Trespoux-Rassiels », sur le site de l'Inventaire national du patrimoine naturel (consulté le 2 septembre 2021).
9. ↑  « ZNIEFF les « bois, pelouses sèches et prairies du vallon du ruisseau de Rassiels » - fiche descriptive », sur le site de l'inventaire national du patrimoine naturel (consulté le 2 septembre 2021).
10. ↑  « ZNIEFF le « pech de Barreau, Barnac, vallées des ruisseaux de Flottes et d'Auronne et combes tributaires » - fiche descriptive », sur le site de l'inventaire national du patrimoine naturel (consulté le 2 septembre 2021).
11. ↑  « ZNIEFF le « vallon du Bartassec et coteaux attenants » - fiche descriptive », sur le site de l'inventaire national du patrimoine naturel (consulté le 2 septembre 2021).
12. ↑  « CORINE Land Cover (CLC) - Répartition des superficies en 15 postes d'occupation des sols (métropole). », sur le site des données et études statistiques du ministère de la Transition écologique. (consulté le 14 avril 2021).
13. 1 2 3  « Les risques près de chez moi - commune de Trespoux-Rassiels », sur Géorisques (consulté le 17 octobre 2022).
14. ↑  BRGM, « Évaluez simplement et rapidement les risques de votre bien », sur Géorisques (consulté le 13 septembre 2022).
15. ↑  DREAL Occitanie, « CIZI », sur occitanie.developpement-durable.gouv.fr (consulté le 13 septembre 2022).
16. ↑  « Dossier départemental des risques majeurs dans le Lot », sur lot.gouv.fr (consulté le 13 septembre 2022), partie 1 -  chapitre Risque inondation.
17. ↑  « Dossier départemental des risques majeurs dans le Lot », sur lot.gouv.fr (consulté le 13 septembre 2022).
18. ↑  « Dossier départemental des risques majeurs dans le Lot », sur lot.gouv.fr (consulté le 13 septembre 2022), chapitre Mouvements de terrain.
19. 1 2  « Liste des cavités souterraines localisées sur la commune de Trespoux-Rassiels », sur georisques.gouv.fr (consulté le 13 septembre 2022).
20. ↑  « Retrait-gonflement des argiles », sur le site de l'observatoire national des risques naturels (consulté le 13 septembre 2022).
21. ↑  Gaston Bazalgues, À la découverte des noms de lieux du Quercy : Toponymie lotoise, Gourdon, Éditions de la Bouriane et du Quercy, juin 2002, 127 p. (ISBN 2-910540-16-2), p. 125.
22. ↑  Anne Gary, Montfaucon en Quercy : À la découverte du passé, t. 1 : Des origines à la révolution, Bayac, Éditions du Roc de Bourzac, 4 novembre 1992, 115 p. (ISBN 2-87624-047-5), p. 54.
23. ↑  L'organisation du recensement, sur insee.fr.
24. ↑  Calendrier départemental des recensements, sur insee.fr.
25. ↑  Des villages de Cassini aux communes d'aujourd'hui sur le site de l'École des hautes études en sciences sociales.
26. ↑  Fiches Insee - Populations de référence de la commune pour les années 2006, 2007, 2008, 2009, 2010, 2011, 2012, 2013, 2014, 2015, 2016, 2017, 2018, 2019, 2020, 2021 et 2022.
27. ↑  « Entreprises à Trespoux-Rassiels », sur entreprises.lefigaro.fr (consulté le 15 février 2022).
28. ↑  « Les régions agricoles (RA), petites régions agricoles(PRA) - Année de référence : 2017 », sur agreste.agriculture.gouv.fr (consulté le 15 février 2022).
29. ↑  Présentation des premiers résultats du recensement agricole 2020, Ministère de l’agriculture et de l’alimentation, 10 décembre 2021
30. 1 2  « Fiche de recensement agricole - Exploitations ayant leur siège dans la commune de Trespoux-Rassiels - Données générales », sur recensement-agricole.agriculture.gouv.fr (consulté le 15 février 2022).
31. ↑  « Fiche de recensement agricole - Exploitations ayant leur siège dans le département du Lot » (consulté le 15 février 2022).